# Islamski emirat Waziristan
Waziristan (وزیرستان}}, "zemlja Wazira") je planinska regija u sjeverozapadnom Pakistanu, na granici s Afganistanom s površinom od oko 11.585 km2. To je dio Plemenskih područja pod federalnom upravom, koja nisu dio nijedne od četiriju pakistanskih pokrajina.

## Pravni položaj
Iako su ga pobunjenici proglasili državom, odnosno emiratom, veliko je pitanje treba li regiju smatrati takvom. Oni koji smatraju da je regija zasebna država upućuju na činjenice da savezna vlada ima malo ili nimalo utjecaja u regiji, te da područjem uglavnom upravljaju plemenske starješine. Talibani kontroliraju većinu područja u skladu s vlastitim šerijatskim pravom, što pakistanske vlasti nisu u mogućnosti spriječiti, čime je Waziristan praktički "država unutar države".